# Ayle
Ayle – wieś w Anglii, w hrabstwie Northumberland. Leży 56 km na zachód od miasta Newcastle upon Tyne i 401 km na północny zachód od Londynu.